# Municipio de Clayton (Carolina del Norte)
El municipio de Clayton (en inglés: Clayton Township) es un municipio ubicado en el  condado de Johnston en el estado estadounidense de Carolina del Norte. En el año 2010 tenía una población de 30.712 habitantes.

## Geografía
El municipio de Clayton se encuentra ubicado en las coordenadas 35°38′22.56″N 78°27′57.01″O / 35.6396000, -78.4658361.